# Minoro Miyamoto
Minoro Miyamoto (Promissão, 1 de maio de 1925 – Brasília, 17 de dezembro de 1985) foi um político brasileiro.
Filho de Hitoshi Miyamoto e de Moyoka Miyamoto. Casou com Ayaka Miyamoto.
Bacharelou-se em ciências jurídicas e sociais na Pontifícia Universidade Católica de Porto Alegre. Nas eleições de outubro de 1962 foi eleito deputado federal pelo Paraná, assumindo o mandato em fevereiro de 1963. Com a extinção dos partidos políticos pelo Ato Institucional nº 2 e a posterior instauração do bipartidarismo, filiou-se à Aliança Renovadora Nacional (Arena). Foi reeleito deputado federal em novembro de 1966. Em novembro de 1970 tentou nova reeleição na legenda da Arena, mas obteve apenas a quinta suplência, deixando a Câmara em janeiro de 1971.